# GigaTribe
 (septembre 2012).
GigaTribe (anciennement TribalWeb), est un logiciel permettant de réaliser un réseau poste à poste privé et chiffré, destiné à effectuer du partage de fichiers en pair à pair.

Trois versions sont publiées : l'une est gratuite et l'autre payante est appelée « Premium », la dernière « Ultimate » qui regroupe l'option « Premium » et « Easyconnect ».
La licence Premium permet d'utiliser des fonctionnalités comme limiter la vitesse d'envoi, télécharger en multisource. Elle est vendue en ligne. Le Service Easyconnect permet de se connecter depuis n'importe quel endroit, sans aucune configuration, en utilisant les serveurs mis à disposition par GigaTribe.
Gigatribe est traduit en plusieurs langues : Français, Anglais, Espagnol, Allemand, Italien et Portugais.
La dernière version (3.6) est compatible Windows, Mac et Linux.

## Historique
Les fondateurs sont Alexis Leseigneur et Stéphane Herry.
En 2014 ce logiciel compte plus de 1 630 314 utilisateurs créés d'après le site officiel, il faut prendre garde à ne pas confondre le nombre de comptes d'utilisateurs créés avec le nombre d'utilisateurs actuels.
En octobre 2013, l'annonce d'une évolution du logiciel GigaTribe est faite : sa mutation en une application web.

## Comparaisons

### Avec le logiciel WASTE
GigaTribe ressemble un peu à WASTE, car tous ses échanges sont chiffrés par une clé privée et aussi parce qu'il propose aux utilisateurs de ne partager leurs fichiers qu'avec des personnes invitées.
Il n'y a pas de réel « réseau » créé car les utilisateurs ne peuvent communiquer qu'entre eux. Contrairement à WASTE, le créateur d'un « réseau » GigaTribe en est l'administrateur.